# ليزا كيلي
ليزا كيلي (بالإنجليزية: Lisa Kelly)‏ (و. 1977  م) هي مغنية، وعازفة بيانو أيرلندية، ولدت في دبلن، تستخدم آلات بيانو.

## وصلات خارجية
- ليزا كيلي على موقع IMDb (الإنجليزية)
- ليزا كيلي على موقع ميوزك برينز (الإنجليزية)
- ليزا كيلي على موقع ديسكوغز (الإنجليزية)
- ليزا كيلي على موقع قاعدة بيانات الفيلم (الإنجليزية)

- ليزا كيلي في قاعدة بيانات الأفلام على الإنترنت